# Jan Pieter van Suchtelen
Grof Jan Pieter van Suchtelen (rusko Петр Корнилиевич Сухтелен), ruski general nizozemskega rodu, * 2. avgust 1751, † 6. januar 1836, Stockholm.
Bil je eden izmed pomembnejših generalov, ki so se borili med Napoleonovo invazijo na Rusijo; posledično je bil njegov portret dodan v Vojaško galerijo Zimskega dvorca.

## Življenje
Izobrazbo je prejel na matematičnem oddelku Univerze v Groningenu, nakar je postal vojaški inženir in sodeloval v angleško-nizozemski vojni (1773-1774) in (1778-1779)
4. julija 1783 je bil sprejet v rusko vojsko s činom inženirskega podpolkovnika ter bil zadolžen za nadzor in izgradnjo vodnih komunikacij v Višnevolovskem kanalu. 
Na ukaz Katarine II. je izdelal načrt o kanalski povezavi med Kaspijskim in Belim morjem. Januarja 1787 je bil povišan v polkovnika. 
Ob pričetku vojne s Švedi leta 1788 je postal načelnik štaba inženircev Finske armade in poveljeval več enotam; zaradi zaslug je bil 14. aprila 1789 povišan v generalmajorja. 
Leta 1794 je bil premeščen v diplomacijo in sicer v Varšavo, kjer je bil ranjen med poljsko vstajo. Po zatrti vstaji je postal inšpektor in popravljalec trdnjav v Vilenskajski provinci. 
20. decembra 1797 je bil povišan v generalporočnika in 29. junija 1799 v inženir-generala; postal je inšpektor inženirskih enot v Estoniji in Litvi. Leta 1802 je postal poveljnik oskrbovalne službe ruske vojske. 
Med rusko-švedsko vojno leta 1808-09 je bil načelnik štaba Finske armade; po zaključku vojne je postal veleposlanik na Švedskem. 
Leta 1812 je bil povzdignjen v grofa Likkale, kar spada pod finsko plemstvo. Leta 1813 je bil vodja ruske vojaške misije pri Severni armadi švedskega kralja Karla XIV.; naslednje leto je vodil obleganje Hamburga. 
Leta 1815 je bil udeležen na švedski strani vojne proti Norveški. Po koncu vojne se je vrnil na mesto veleposlanika na Švedskem; istočasno je postal član državnega sveta, častni član Carske vojaške akademije, ...